# Hugo Ribeiro Carneiro
Hugo Ribeiro Carneiro (28 de julho de 1889 — 9 de julho de 1979) foi um político, advogado e engenheiro brasileiro. Foi governador do Acre, de 15 de junho de 1927 a 3 de dezembro de 1930.
Filho de Joaquim Soares Carneiro e de Hercília Ribeiro Carneiro, foi casado com Adélia de Freitas Carneiro, com quem teve cinco filhos.
Estudou no Colégio Pedro II, na época chamado de Ginásio Nacional, no Ginásio São Bento, e, no Colégio Bôscoli, no Rio de Janeiro. Em 1911, formou-se bacharel em ciências jurídicas e sociais pela Faculdade Livre de Direito do Rio de Janeiro.
De 1910 a 1916 residiu no estado do Acre foi juiz municipal e juiz de direito da comarca de Tarauacá.
De volta ao Rio de Janeiro estruturou uma banca de advogado juntamento com Justiniano Serpa, deputado federal pelo Pará, de 1915 a 1920. É fundador das Perfumarias Carneiro.
Ingressou na carreira política quando tornou-se secretário particular do recém eleito presidente do estado do Ceará, Justiniano Serpa.
No governo Arthur Bernardes (1922 a 1926) foi nomeado superintendente municipal de Manaus, no Amazonas. Em 1927, o então presidente Washington Luís (1926-1930) o nomeou governador do então território do Acre até a chamada revolução de 1930, quando exonerou-se para dedicar à iniciativa privada.
Após a queda do Estado Novo (1937-1945) retornou a atuação política, sendo eleito deputado na Assembleia Nacional Constituinte pelo território do Acre, pelo Partido Social Democrático (PSD). Em seguida exerceu mandato ordinário e foi líder de bancada na Câmara dos Deputados. Nas eleições de 1950 foi eleito suplente, exercendo as funções parlamentares até 1955.
Além da atuação como político, também foi diretor da Liga de Comércio do Rio de Janeiro e da Associação Comercial do Rio de Janeiro. Hugo Ribeiro Carneiro também é autor de trabalhos jurídicos, artigos sobre o território do Acre e sobre territórios federais.

## Escritos
A citação faz parte de um texto elaborado por Hugo Ribeiro Carneiro após a sua chegada ao Acre:
“Aqui, Exmo. Sr. Presidente, tudo está por fazer, nada absolutamente nada, de vulto ou de segura permanencia se fez ate agora com os milhares de contos que o Governo Federal, depois da annexação do Acre ao Brasil tem dispendido com sua administração. Basta dizer a V.EX. que na sede do governo inexiste só um edificio em alvenaria. Todas as obras deste genero constam apenas em pomposos relatorios”.